# Jean Casier
Le baron Jean Auguste Casier, né à Gand le 12 novembre 1820 et mort à Gand le 11 mars 1892, est un industriel et homme politique belge. Il est le beau-frère de Jules de Hemptinne.

## Mandats
- Membre de la Chambre des représentants de Belgique par l'arrondissement de Gand (1870)
- Sénateur par l'arrondissement de Gand (1870-1882, 1884-1892)

## Distinctions
- Chevalier de l'ordre de Léopold
- Commandeur de l'ordre de Saint-Grégoire-le-Grand

## Sources
- Le Parlement belge, 1831-1894, p. 57.
- Faire-part de décès, conservé au Cabinet des manuscrits de la Bibliothèque royale de Belgique sous la cote KBR III 1876/XIV/231 Mss.

- Ressource relative à plusieurs domaines :   - ODIS
- Notice dans un dictionnaire ou une encyclopédie généraliste :   - Biografisch Portaal van Nederland